# Friedrich Adolph Traun
Friedrich Adolph "Fritz" Traun (født 29. marts 1876 i Wandsbek, død 11. juli 1908 smst.) var en tysk multisportsudøver. 
Traun var oprindeligt kendt som en dygtig løber, der blev regnet som den bedste tysker på  mellemdistancerne. Han deltog ved de første olympiske lege i moderne tid, 1896 i Athen, hvor han var tilmeldt i en række atletikdiscipliner. Han stillede dog kun op i to af dem, og med en tredjeplads i indledende heat i både  100 og 800 meterløbene, kom han ikke i finalerne.
Han havde spillet tennis gennem flere år og var medlem af bestyrelsen i Heidelberg Tennisklub, men var ikke specielt kendt i denne sport. Imidlertid stillede han op i tennisturneringen ved legene, og i single mødte han i første runde ireren John Pius Boland, som stillede op for Storbritannien, og ham tabte han til. Boland vandt senere turneringen. Traun var også meldt til i doubleturneringen, men den makker, han var tilmeldt med, måtte opgive at stille op på grund af en skade. I stedet kom han til at spille med vinderen af singleturneringen, Boland. Parret vandt i første runde over et græsk par, mens de var oversiddere i semifinalen. I finalen mødte de et andet græsk par, Dionysios Kasdaglis og Demetrios Petrokokkinos, som de besejrede med cifrene 5-7, 6-3, 6-3, og Traun blev dermed olympisk mester, mens Boland vandt sin anden olympiske titel.
Efter OL koncentrerede han sig mere om tennis, selvom han også satte ny tysk rekord i længdespring senere på året. Han vandt en række turneringer i Tyskland, og hans bedste resultat kom, da han vandt både single og herredouble i en turnering i Prag, dengang I Østrig-Ungarn. Han dyrkede også bobslædekørsel og opnåede flere gode resultater i vinteren 1904. Desuden var han engageret i golf og var med til at stifte det tyske golfforbund, ligesom han var med til at etablere Hamburg Golfklub. Endelig ejede han en samling af biler.
Traun blev gift i 1908, men få måneder senere skød han sig, tilsyneladende ved udsigten til en skandale, der involverede en anden kvinde.